# John Dickinson
John Dickinson (8. listopadu 1732 Talbot County – 14. února 1808 Wilmington) byl americký politik, jeden z otců zakladatelů Spojených států.
Vystudoval právo na Inns of Court Middle Temple v Londýně. Po návratu do Ameriky pracoval jako advokát ve Filadelfii. Pod pseudonymem „A Farmer“ vydal v letech 1767–1768 sérii dvanácti článků formou dopisů, které brojily proti Townshendovým zákonům, jež v britských koloniích v Severní Americe zaváděly nepřímé daně na spotřební zboží. Tyto články jsou dnes známy jako Letters from a Farmer in Pennsylvania a měly značný vliv na americké veřejné mínění. Byl pak zastupitelem na prvním i druhém kontinentálním kongresu. V letech 1776–1777 napsal první verzi Článků Konfederace a trvalé unie (de facto první americká ústava). Jeho hvězda v rodící se americké politice ovšem pohasla poté, co roku 1776 hlasoval proti Deklaraci nezávislosti, protože stále doufal ve smír s Brity. Revoluce se přesto účastnil. Po jejím vítězství se stáhl do politiky regionální. V roce 1781 se stal guvernérem státu Delaware, v letech 1782–1785 byl guvernérem státu Pensylvánie.